# Monoclona mikii
Monoclona mikii är en tvåvingeart som beskrevs av Kertesz 1898. Monoclona mikii ingår i släktet Monoclona och familjen svampmyggor. Inga underarter finns listade i Catalogue of Life.